# Kodzsiki
A Kodzsiki (古事記, Régi idők feljegyzései) a máig fennmaradt legrégebbi japán krónika (711-712), amely mítoszokat, legendákat, történelmi és leszármazási adatokat, valamint dalbetéteket is tartalmaz. Amellett, hogy részletesen leírja a japán hitvilág mítoszait, alapot szolgáltat a korabeli japán nyelv tanulmányozására, egyes irodalmi műfajok megfigyelésére, valamint az ősi japán vallás, a sintó alapgondolatai is fellelhetők benne. Történelmi forrásként azonban csak kellő körültekintéssel használható, mivel politikai megfontolásból született, így sok helyütt elferdített, sőt kitalált elemeket is tartalmaz. Felépítését tekintve három tekercsre íródott, összeállításáért pedig Ó no Jaszumaro volt felelős.

## Felépítés

### Első könyv
A Kodzsiki három kötetből áll. Az első könyv tartalmazza a szerkesztő, Ó no Jaszumaro előszavát, valamint az istenségekről szóló mítoszokat is. A krónika az első istenek megjelenésével kezdődik. Rengeteg beszédes névvel rendelkező istenséget vonultat fel az első kötet. Köztük szerepel Izanagi és Izanami is, az a női-férfi istenpár, akik létrehozták Japánt és magukat az embereket is, valamint szinte minden cselekedetükkel számtalan újabb és újabb istenségnek adtak életet. Nekik köszönhetően született meg Amateraszu istennő is, akinek későbbi leszármazottja Dzsinmu, aki a krónika szerint Japán uralkodója volt Kr. e. 660 és 585 között. 

### Második könyv
A krónika második kötete már az uralkodók tetteivel foglalkozik, egészen Dzsinmu császártól Ódzsin császáréig. Leszármazási adatok, történelmi események, az életükkel kapcsolatos információk szerepelnek ezekben a fejezetekben.

### Harmadik könyv
A harmadik könyv Nintoku császár (ur. 313-399) uralkodásával kezdődik, és Szuiko császárnőével (ur. 593-628) ér véget.

## Kodzsiki és Nihonsoki
A Kodzsikit és a Nihonsokit (日本書紀, más néven Nihongi, Japán krónikája) általában együtt emlegetik. Ennek az az oka, hogy csaknem egy időben készültek el, valamint rengeteg átfedés is van a két mű között. Hasonló céllal születtek és a tartalmuk is nagyon sokban egyezik – bár néhol (például évszámok tekintetében) ellentmond egymásnak a két krónika.
A Nihonsoki mindössze 7 évvel a Kodzsiki elkészülése után, 720-ban született meg végleges formájában, és rögtön ki is szorította helyéről a régebbi iratot. A Nihonsoki egyrészt megközelítőleg tízszer olyan hosszú, mint a Kodzsiki, másrészt a nyelvezete is sokkal inkább kedvezett az aktuális helyzetnek. Míg a Kodzsikit egy rendkívül sajátos írással, a kínai és a japán nyelv ötvözetével írták, addig a Nihonsoki teljesen szabályos kínai nyelven került lejegyzésre. Míg a Kodzsiki meseszerű elbeszélésekkel, dalbetétekkel tarkítva meséli el a benne foglaltakat, addig a Nihonsoki sokkal inkább történészeti jellegű írás, precíz dátumozással. Ezen kívül fontos különbség a két krónika között, hogy míg a Kodzsiki Szuiko császárnő uralkodásával bezárólag, azaz 628-ig követi a Japánban zajló eseményeket, addig a Nihonsoki egészen 697-ig, Dzsitó császárnő (ur. 686-697) uralkodásának végéig teszi ezt. Források tekintetében is élen jár a későbbi mű: a Kodzsikit kétféle forrásból gyúrták össze, a Nihonsoki azonban egyéb (koreai, kínai) feljegyzések adatait is tartalmazza. Részben ebből következik, hogy a Kodzsiki csak és kizárólag a Japánon belüli történésekkel foglalkozik, a szigetországon kívül zajló eseményekről nem tartalmaz beszámolókat. Mindezek mellett fontos különbség a két krónika között, hogy a Nihonsokiban sokkal erősebben mutatkozik meg a kínai hatás, a kínai mintára való törekvés. Mindezt nemcsak az írásmód támasztja alá, de maga a tartalom is. Jó példa erre Jamato Takeru, a Kodzsiki legendáinak egyik szereplője, aki a Nihonsokiban leírtak szerint konfuciánus elveket követett, sőt a jellemén kívül még a beszédében is olyan elemek voltak jelen, amelyek egyértelműen kínai forrásból származtak.

## Történet

### Keletkezése
A Kodzsiki keletkezési körülményeiről maga a krónika összeállítója, Ó no Jaszumaro számol be a mű előszavában. A leírtak szerint Temmu császár (ur. 672-686) volt az, aki az első lépést megtette a krónika megszületésének érdekében. A munka megszületésének legfőbb célja az új államrendszer hitelesítése és a hatalom biztosítása volt.
A nemesi családok már akkoriban is birtokoltak írott dokumentumokat történelmi és leszármazási feljegyzésekkel. Temmu császár parancsba adta, hogy mindezeket az iratokat vessék össze, vizsgálják meg, és javítsák ki bennük az esetleges hibákat. Egy kivételes emlékezőtehetséggel megáldott alattvaló, Hieda no Are a legenda szerint bármit pontosan el tudott ismételni, amit valaha elolvasott, és semmit sem felejtett el, amit valaha hallott. Temmu császár őt kérte meg, hogy memorizálja az összegyűjtött adatokat. Mindez kétféle forrásból tevődött össze: elbeszéléseken alapuló és leszármazási adatokat tartalmazó forrásokból. Hogy ezekből Ó no Jaszumaro hogyan állította össze a krónikát, az máig kétséges. Mielőtt azonban a krónika elnyerhette volna végleges formáját, a császár meghalt (686), törekvése pedig sokáig háttérbe szorult.
Gemmei császárnő (ur. 707-715) volt az, aki ismét felkarolta a krónika ügyét. 711-ben megparancsolta Ó no Jaszumarónak, hogy írjon le mindent, amit Hieda no Are lediktál neki. Így született meg végül a Kodzsiki 712-ben.
Az uralkodónak azonban nem pusztán a nemesi családok iratainak rendszerezése volt a célja. A Kodzsiki legfőbb küldetése az volt, hogy igazolja a legerősebb klán, az uralkodó család, azaz a Jamato-család hatalmát, valamint hivatalos hátteret adjon a nemesi családok rangjainak és hierarchiájának. A krónika mítosszerű részei egy kitalált kapcsolatot írnak le az istenek és a császár között. A legenda szerint Amateraszu, a napistennő egyenes ági leszármazottja Dzsinmu, az egykori császár, ezzel pedig egyértelművé teszi, hogy az egész uralkodói család is az istenek utódja.
A krónika összeállításában szintén komoly szerepet játszott a kínai példa: a Kodzsiki keletkezésekor Kínában a Tang-dinasztia volt uralmon, amely erős, központosított hatalommal rendelkezett. A krónika összeállításával a Jamato-család is hasonló rendszert kívánt kialakítani, valamint a Kínában hagyományos történelmi krónikák vezetése is példamutatónak számított.

### Az elhanyagoltság időszaka
Annak ellenére, hogy komoly politikai célok vezérelték a Kodzsiki összeállíttatóit, a krónika végül mégis háttérbe szorult. 720-ban ugyanis elkészült a Nihonsoki is, amely egy lényegesen összeszedettebb és könnyebben értelmezhető írásnak bizonyult, mint a Kodzsiki. Mivel témájukban és tartalmuk jó részében megegyeztek, ezért a nagyobb időszakot felölelő, egyszerűbb nyelvezetű, átláthatóbb rendszerű Nihonsokit részesítették előnyben a kor emberei. Bár a Kamakura-korban (1185-1333) tanulmányozták a Kodzsikit és a Nihonsokit is a kor tudósai, mégsem vált népszerűvé a régebbi krónika. 

### Kokugaku
A 17. században útjára indult Japánban egy kezdetben békés, filológiával és történelemmel foglalkozó mozgalom, amely idővel nacionalista felhangokat kapott. Elsődleges célja a kínai és buddhista behatások nélküli, tisztán japán kultúra, vallás, irodalom stb. kutatása volt. A Kodzsiki ebben az időszakban pont azért került előtérbe, ami miatt a Nihonsoki a nyolcadik században háttérbe tudta szorítani. A Kodzsikit ugyanis sokkal „japánabbnak” tekintették, mint a kínai nyelven, kínai mintára, kínai forrásokat is lejegyezve készült Nihonsokit. Ekkoriban jelent meg az első nyomtatott kiadása is a krónikának, és kezdtek lelkes tanulmányozásba a kokugaku mozgalom pártfogói, köztük Motoori Norinaga (1730-1801) is, aki az egyik legjelentősebb Kodzsiki-kommentár, a Kodzsiki den szerzője. Ezt a monumentális alkotást 1764-ben kezdte el írni, majd 34 évvel később, 1798-ban fejezte be. Végül 1822-ben adták ki. A benne leírtak különösen kedveztek a mozgalomnak, hiszen a szerző egyértelműen leírta, hogy Japán egy nagyon különleges ország, amely nemcsak a legelső birodalom, amelyet az istenek létrehoztak, de magasabb rangú is a többinél.

### Napjainkban
Jelenleg is számtalan terület neves szakértői folytatnak kutatásokat a Kodzsiki szövegére támaszkodva. Mind a korabeli japán nyelvvel és annak fejlődéstörténetével foglalkozó nyelvészek, mind a vallási és kulturális örökséggel foglalkozó szakértők, de még az irodalomtörténet szeretői is pótolhatatlan forrásként tekintenek Japán legősibb krónikájára.

## Irodalmi jelentőség
A Kodzsiki összesen 112 verset tartalmaz, amelyek általában elbeszélésekbe ékelve jelennek meg emelkedett hangnemű beszédekként, amelyek istenek vagy történelmi alakok gondolatait fejezik ki. Valószínűleg a dalok egy része már a Kodzsiki összeállítását megelőzően is létezett. Sok közülük a Nihonsokiban is olvasható, kisebb eltérésekkel.

### Tanka – rövid vers
A Kodzsiki verseinek körülbelül fele a tanka műfajába tartozik. A tanka 31 szótagból álló költemény, amely 5 sorból áll, 5-7-5-7-7 eloszlású szótagszámmal. A Kodzsiki a legrégebbi példáit tartalmazza ennek a műfajnak. A tankának olyan típusa is létezett, amelyet két költő írt. Az első három sort az első költő, az utolsó két sort pedig egy másik írta, egyféle feleletként a vers első felére.

### Csóka – hosszú vers
A Kodzsiki második legtöbb példával rendelkező verses műfaja a csóka. Ennek kevésbé szigorúak a formai követelményei, mint a tankának. Rövid (általában 5 szótagos) és hosszú (általában 7 szótagos) sorok váltják egymást ebben a műfajban.

### Monogatari
Bár maga a műfaj csak a kilencedik század második felében alakult ki, a monogatarik előfutárának tekinthetők a Kodzsikiban olvasható mítoszok és legendák, az egyes klánok történeteinek leírásai.

## Írásrendszer
A japán írásbeliség akkor vette kezdetét, amikor a sziget lakói átvették a kínai írásjegyeket, és azokat különféle módokon használni kezdték. Kezdetben ezeket a fogalomjelölő karaktereket kizárólag a kínai nyelv leírására használták. Idővel azonban felmerült az igény, hogy japán szavakat is leírjanak a kontinensről kölcsönzött jelekkel, azaz egyfajta módosított kínai írást hoztak létre. Olyan rendszer is kialakult, ami a kínai jeleknek csak a hangértékét vette figyelembe, a fogalmi jelentéstől teljesen eltekintett. Tehát összesen három módja jött létre a kínai jelek használatának, és ezek közül mindháromra van példa a Kodzsikiban.

### Kambun
Kambunnak nevezik a szabályos kínai írást, amely kínai szókinccsel és mondatszerkezettel rendelkezik. A legtöbb korabeli szöveg így maradt fenn, például a Nihonsoki egésze is (a versbetéteket kivéve).
A Kodzsikinak az előszava íródott így, valamint elszórva a krónikán belül is találunk kambunnal írt részleteket.

### Manjógana
A manjógana írás a kínai karaktereknek csak a hangértékét veszi figyelembe, és teljes mértékben eltekint azok jelentésétől. Ezt a módszert maguk a kínaiak is használták, akik indiai nyelvű buddhista kifejezéseket írtak át ilyen módon. Ebben a rendszerben minden japán szótag rendelkezett egy vagy több hozzárendelt kínai írásjellel, amelynek az eredeti kiejtése nagyjából megegyezett a japán szótagéval. A manjógana volt a bölcsője a később kialakult két írásrendszernek, a hiraganának és a katakanának is.
Ez az írásmód nem volt különösebben elterjedt: szinte csak dalok, versek átírására használták. A Kodzsikiban is csak a dalbetétek szerepelnek manjógana írással.

### Hentai kambun
A kínai írásjeleket hibrid, módosított formában is használták. A hentai kambun rendszerben a szavak vagy hangalaki, vagy fogalmi egyezést mutattak a kínai jelekkel, azonban japánul olvasták ki őket. Az így íródott szövegek értelmezése és lefordítása sok gondot okoz a kutatóknak, mert nem alakultak ki egységes konvenciók a jelek használatával kapcsolatban. Például a nyelvtani partikulák átírására kialakultak ugyan bizonyos szokások, mégis sokszor ezeket a fejtörést okozó részeket egyszerűen kihagyták a szövegekből, ez pedig nagyban megnehezíti az értelmezést.
A Kodzsiki legnagyobb része ezzel az írással készült, a mű szerkesztője épp ezért néhány helyen jegyzeteket fűzött a krónika szövegéhez, hogy így segítse az olvasót. Ó no Jaszumaro a krónika előszavában leszögezi, hogy kambun írással nehéz lenne dolgozni, a manjógana átírás pedig túl hosszú lenne, ezért a kettő ötvözetét fogja alkalmazni.

## Vallási és kulturális jelentőség
A sintónak, azaz Japán ősi vallásának nincsen a szó szoros értelmében vett szent könyve. A vallás rendszeréről legtöbbet a Kodzsikit és a Nihonsokit olvasva tudhatunk meg, ez a két krónika a legkomolyabb forrása a vallás legkorábbi jellegzetességeinek. A Kodzsiki a leírt mítoszokon keresztül több fontos aspektusára is rávilágít a sintónak, valamint általánosan a japán vallási szemléletnek. Mindemellett fontos megjegyezni, hogy maga a sintó kifejezést egyetlenegyszer sem említi a krónika.
A Kodzsikiban leírt mítoszok alapján egyértelmű, hogy a sintó vallásban nem találunk egy meghatározott teremtő istenséget, ellentétben például a kereszténység hitrendszerével. A krónikában először megjelenő istenek már kezdetektől fogva többen vannak, a teremtés feladata pedig mindannyiukra együttesen hárul.
Az egyik mítoszban a szakértők a mai sintó fesztiválok ősét vélik felfedezni. Amikor Amateraszu napistennő egy barlangba bújva megfosztja a fénytől a világot, társai közül többen zajos, vidám zenélésbe, táncolásba kezdenek odakint, hogy kicsalogassák az istennőt.
A halállal kapcsolatos tabukra derül fény az Izanagiról és Izanamiról szóló mítoszok egyikében. Miután Izanami meghal, és a pokolra kerül, Izanagi utánamegy, hogy visszahozza őt, azonban Izanami teste ekkorra már rothadásnak indul. Ahogy ezt Izanagi meglátja, elszörnyedve felkiált, mire Izanami éktelen haragra gerjed, és üldözni kezdi egykori férjét. Izanagi kimenekül a pokolból, majd hatalmas követ gördít a bejárat elé. Ez szimbolizálja a halál visszavonhatatlanságát és véglegességét, valamint magyarázatot ad arra is, miért rettegtek annyira a japánok a haláltól a korai sintó idején.
A sintó töretlen életigenlése, az élet halállal szembeni felsőbbrendűsége is visszaköszön a mítoszokban. Amikor Izanami azzal fenyegetőzik, hogy minden egyes nap 1000 ember életét fogja elvenni, Izanagi válaszul annyit mond, hogy ő minden 1000 elpusztított élet helyébe 1500-at teremt.
Az egyik legfontosabb rítus a sintóban a megtisztulás. Ezt igazolja az a jelenet is, amelyben Izanagi a pokolból visszatérve megtisztítja testét az alvilág mocskától, ezzel egy időben pedig számtalan újabb istenség jön a világra, köztük az egyik legjelentősebb istennő is, Amateraszu.
A japán társadalom férfiközpontú, patriarchális berendezkedésére is találunk utalást a Kodzsiki mítoszaiban. Amikor Izanagi és Izanami egybekelnek, először a nő kezdeményez, ő szólal meg, ami tökéletlen gyermekek születéséhez vezet. A többi isten tanácsára a pár megismétli a szertartást, ezúttal a férfi kezdeményezésére, ezzel helyreállítva a rendet, és egészséges gyermekeknek adva életet. Ez a történet szimbolizálhatja a matriarchális társadalom patriarchálissá válását.

## Kéziratok
32 kézirata létezik a Kodzsikinak, melyek közül némelyik a teljes szöveget tartalmazza, míg mások csak részleteket örökítenek meg.
A legrégebbi kézirat az ún. Simpuku-dzsi, amelyet 1371-72-ben másoltak le a Simpuku-dzsi templomban. Semmilyen olvasási segédjelet nem tartalmaz.
Az ún. Dóka-kézirat az első kötet egy részét tartalmazza, 1381-ben készült.
Az ún. Dósó-kéziratot Isze-bonnak és Isze-kéziratnak is nevezik, az első kötetet teljes egészében tartalmazza. 1424-ben készült.
Az ún. Sunjú-kéziratot Második Isze-kéziratnak is nevezik, mert a Dósó alapján készült 1426-ban.
A fennmaradó kéziratok mind az Urabe-családhoz tartoznak. Ilyen például a Maeda-kézirat, azaz a Júhan-bon (1522), ami máig a Maeda-család birtokában van.
 